# Tátrai Dávid
Tátrai Dávid Marcell (Budapest, 2003. augusztus 15. –) vízilabdázó, junior világbajnok, a BVSC-Zugló játékosa.

## Tanulmányai
2009–2018 között a Sashalmi Tanoda Általános Iskola, 2018–2023 között a Madách Imre Gimnázium tanulója volt. 2023-ban megkezdte tanulmányait a Budapesti Corvinus Egyetemen.

## Sportpályafutása
A BVSC saját nevelésű játékosa, aki profi karrierjét a klub színeiben kezdte meg. 2022-ben a podgoricai junior Európa-bajnokságon az U19-es válogatott tagjaként a dobogó harmadik fokára állhatott fel. 2023-ban a junior válogatott tagjaként az amerikaiakkal vívott elődöntőben öt felejthetetlen bombagólt szerzett, őt választották a meccs legértékesebb játékosának (MVP-jének), majd a döntőben Szerbia csapatát legyőzve újdonsült világbajnokként vehette át az aranyérmet. 2023 júniusában bekerült a Varga Zsolt által irányított férfi felnőtt vízilabda-válogatott keretbe. A 2024 januárjában megrendezett férfi felnőtt vízilabda-Európa-bajnokságon Magyarország a 4. helyet szerezte meg, ő csapata egyik vezéregyénisége volt. A 2024-es dohai vizes világbajnokságon a férfi felnőtt vízilabda-válogatottal a 7. helyen végzett. 2025-ös Podgoricában megrendezett Világkupa szuperdöntőben a férfi felnőtt válogatottal a bronzérmet szerezték meg.

## Eredményei
Klubcsapatban
- Magyar bajnokság
  - Bronzérmes: 2025

Válogatottal
- junior Európa-bajnokság
  - bronzérmes: 2022
- Junior világbajnokság
  - Aranyérmes: 2023
- Világkupa
  - bronzérmes: 2025